# Kyle Anderson (dartsjátékos)
Kyle Anderson (Perth, 1987. szeptember 17. – 2021. augusztus 24.) ausztrál dartsjátékos. 2006-tól 2012-ig a British Darts Organisation, majd 2012-től 2021-ig a Professional Darts Corporation tagja. Beceneve "The Original". Testvére, Beau Anderson szintén profi dartsjátékos.

## Pályafutása

### BDO
Anderson 2006-tól 2012-ig a BDO szervezet versenyein szerepelt. Világbajnokságra egyszer sem tudta kvalifikálni magát, legjobb eredménye a 2010-es World Masters-en elért legjobb 72-be való bekerülés volt. 2012-től a PDC versenyein indult.

### PDC
A PDC-nél már az első évben sikerült kijutnia a világbajnokságra (2013), ahol az első körben Steve Beaton ellen szenvedett 3–0-s vereséget. A következő hónapokban több versenyt is megnyert az Australian Grand Prix sorozatban és ennek köszönhetően újra kvalifikálta magát a vb-re. A vb-n az első körben az angol Ian White volt az ellenfele, akitől 3–1-re kikapott Anderson, de egy kilencnyilas játékot így is sikerült produkálnia az ausztrálnak. Ezzel Anderson lett a hetedik játékos, aki kilencnyilast tudott dobni a világbajnokságokon.
A 2015-ös vb-re sorozatban harmadszor jutott ki Anderson, ahol újra Steve Beatonnal találkozott az első fordulóban. Az ausztrálnak ezúttal sikerült a visszavágás és 3–0-ra győzött a mérkőzésen, így először jutott tovább az első körnél. A következő fordulóban Andy Hamiltonnal találkozott, aki ellen már nem sikerült a továbbjutás és 4–2-re kikapott. Az év további részében a UK Open-en a legjobb 16-ba jutott, valamint sikerült kvalifikálnia magát a World Matchplay-re is, de ott az első körben 10–7-es vereséget szenvedett James Wade-től. A 2016-os világbajnokságon újra a második körig jutott, ahol ezúttal a holland Vincent van der Voort-tól kapott ki 4–2-re.
A következő világbajnokságra már a világranglista helyezése alapján kiemeltként jutott ki (a legjobb 32 játékos között szerepelt), de vízum problémák miatt nem tudott részt venni a vb-n. Helyette a spanyol Cristo Reyes indulhatott a vb-n. A 2017-es évben megszerezte első tornagyőzelmét a Players Championship egyik állomásán, majd az Auckland Darts Masters-en is szerzett egy tornagyőzelmet. Az Európa-bajnokságon az elődöntőig sikerült eljutnia, ami a nagytornákat figyelembe véve a legjobb eredménye volt.
2018-ban a világbajnokságon újra csak a második körig sikerült eljutnia, ahol Raymond van Barneveld-től szenvedett 4–1-es vereséget.
2020-ban, miután a koronavírus-járvány miatt a dartsesemények is törlésre kerültek, visszaköltözött Ausztráliába, ezt követően pedig nem indult versenyeken és lemondott a Pro Tour-kártyájáról is.

## Halála
2021. augusztus 24-én a PDC közleményében tudatta, hogy Anderson elhunyt. Halálát veseelégtelenség okozta.

## Világbajnoki szereplései

### PDC
- 2013: Első kör (vereség  Steve Beaton ellen 0–3)
- 2014: Első kör (vereség  Ian White ellen 1–3)
- 2015: Második kör (vereség  Andy Hamilton ellen 2–4)
- 2016: Második kör (vereség  Vincent van der Voort ellen 2–4)
- 2018: Második kör (vereség  Raymond van Barneveld ellen 1–4)
- 2019: Harmadik kör (vereség  Nathan Aspinall ellen 1–4)
- 2020: Második kör (vereség  Steve Beaton ellen 1–3)

## Döntői

### PDC World Series of Darts tornák: 1 döntős szereplés
| Eredmény | Sorszám | Év   | Bajnokság              | Ellenfél a döntőben | Pontok    |
| Győztes  | 1.      | 2017 | Auckland Darts Masters | Corey Cadby         | 11–10 (l) |

1. ↑  (l) = pontszám legekben, (sz) = pontszám szettekben.

## További tornagyőzelmei
| Players Championships - Players Championship (BAR): 2017 World Series of Darts Events - Auckland Darts Masters: 2017 - Canberra DPA Event: 2012 - Coolbellup Open: 2010 - DPA Australian Matchplay: 2013 | - DPA Pro Tour: 2020 - DPA WA Open: 2011 - Japan Open: 2010 - Mittagong RSL Open: 2013 (x2) - Nerang Open: 2013 - Oceanic Masters: 2012 - Sydney Masters Qualifier: 2014 - Victoria Open: 2013 (x2) - Warilla Bowls Club Open: 2013 |

## Televíziós 9 nyilasai
| Időpont            | Ellenfél           | Torna              | Kombináció                      | Díjazás  |
| ------------------ | ------------------ | ------------------ | ------------------------------- | -------- |
| 2013. december 14. | Ian White          | PDC Világbajnokság | 3 x T20; 3 x T20; T20, T19, D12 | 15 000 £ |
| 2017. október 29.  | Michael van Gerwen | Európa-bajnokság   | 3 x T20; 3 x T20; T20, T19, D12 | 25 000 £ |